# Хайнин
Хайни́н (кит. упр. 海宁, пиньинь Hǎiníng) — городской уезд городского округа Цзясин провинции Чжэцзян (КНР).

## История
В эпоху Троецарствия в 223 году из смежных земель уездов Юцюань и Хайянь был образован уезд Яньгуань (盐官县).
Во времена империи Тан уезд был в 624 году присоединён к уезду Цяньтан (钱塘县), но в 630 году воссоздан.
После монгольского завоевания уезд был в 1295 году поднят в статусе, став Яньгуаньской областью (盐官州), которая в 1329 году была переименована в Хайнинскую область (海宁州). После свержения власти монголов и основания империи Мин область была в 1369 году понижена в статусе, став уездом Хайнин (海宁县). Во времена империи Цин уезд в 1773 году вновь был повышен в статусе, опять став областью. В 1904 году в Хайнине была открыта библиотека. После Синьхайской революции в Китае была проведена реформа структуры административного деления, в ходе которой области были упразднены, и в 1912 году область опять стала уездом.
После образования КНР в 1949 году был создан Специальный район Цзясин (嘉兴专区), и уезд вошёл в его состав. В 1958 году был расформирован уезд Хайянь, и часть его земель вошла в состав уезда Хайнин, но в 1961 году уезд Хайянь был воссоздан.
В 1973 году Специальный район Цзясин был переименован в Округ Цзясин (嘉兴地区).
В октябре 1983 года был расформирован округ Цзясин, а вместо него были образованы городские округа Цзясин и Хучжоу; уезд вошёл в состав городского округа Цзясин.
В ноябре 1986 года уезд Хайнин был преобразован в городской уезд.

## Административное деление
Городской уезд делится на 4 уличных комитета и 8 посёлков.

## Экономика
В уезде базируется текстильная компания Texwell Textile (ткани для спортивной одежды).